# Paul Krell
Paul Krell (* 1983 in Oldenburg (Oldb)) ist ein deutscher Rechtswissenschaftler.

## Leben
Nach dem Abitur 2003 in Hamburg studierte er von 2004 bis 2009 zuerst in Osnabrück und anschließend in Konstanz, wo er 2009 die erste juristische Staatsprüfung ablegte. Es folgten das Referendariat in Heidelberg und die zweite juristische Staatsprüfung 2011. 2014 wurde er an der Universität Mannheim mit einer Dissertation über „Untreue durch Stellenbesetzungen“ promoviert. Von 2015 bis 2021 war er Juniorprofessor für Strafrecht an der Bucerius Law School in Hamburg. Seit 2021 ist er Inhaber des Lehrstuhls für Strafrecht in der globalisierten und digitalisierten Risikogesellschaft an der Bucerius Law School.
Seine Forschungsschwerpunkte sind Strafrecht Allgemeiner und Besonderer Teil, Wirtschafts- und Umweltstrafrecht und Strafverfahrensrecht.

## Schriften (Auswahl)
- Untreue durch Stellenbesetzungen. Zugleich ein Beitrag zur Pflichtwidrigkeitsdogmatik. Baden-Baden 2015, ISBN 3-8487-2295-X.
- Umweltstrafrecht. Heidelberg 2017, ISBN 3-8114-5439-0.
- mit Roland Broemel, Olaf Muthorst und Jens Prütting (Hg.): Prozessrecht in nationaler, europäischer und globaler Perspektive. Tübingen 2017, ISBN 3-16-155662-3.
- mit Markus Abraham, Jan Christoph Bublitz, Julia Geneuss, und Kilian Wegner (Hg.): Verletzte im Strafrecht. 7. Symposium Junger Strafrechtlerinnen und Strafrechtler. Hamburg 2019. Baden-Baden 2020, ISBN 3-8487-5465-7.